# Гейслер, Кристиан Готфрид Генрих
Кри́стиан Го́тфрид Ге́нрих Ге́йслер (нем. Christian Gottfried Heinrich Geißler; 26 июня 1770, Лейпциг — 27 апреля 1844, Лейпциг) — немецкий рисовальщик, гравёр на меди, иллюстратор, работавший в России в 1790—1798 годах.

## Творческая деятельность
Автор гравюр известного альбома «Изображение мундиров Российского императорского войска, состоящее из 88 лиц иллюминированных» (Санкт-Петербург, 1793 год). 
В 1793—1794 годах участвовал в экспедиции П. С. Палласа на юг России в качестве художника и гравёра. Сделал первые зарисовки ванн на
Горячей горе и видов на горы Машук и Бештау (Бештау. 1793 год; Пятигорье и «банька» на Горячей горе. Сентябрь 1793 года).
- Два горных крымских татарина
- Таракташ, 1794, из книги П. С. Палласа
- Ворота Перекопского вала
- Бахчисарай

## Альбомы, изданные Гейслером
Издал отдельно несколько этнографических альбомов из русской жизни:
1. «Costumes, moeurs et coutumes des Russes, Dessinés à St. Pbg. par Ch. G. H. Geissler, dessinateur attache à M. de Pallas, décrits par M. le Dr. I. G. Gruber, et traduite par M. de L… Leipzig». 4°. To же с немецким текстом, Leipzig 1801—3. C 40 раскрашенными картинками. Подпись: «Geisler fec» на № 1, 2, 4—14, 16, 19—22, 25, 27, 28, 31—33, 35, 38—40.
2. «Sitten, Kleidungen und Gebraiiche der Russen aus den niedern standen. Leipzig. 1805»; 4°; c 28 раскрашенными картинками.
3. «Spiele und Belustigungen der Russen aus den niedern Stände; von Geissler und I.G. Richter beschrieben. Leipzig 1805»; 4°. C 12 гравюрами.
4. «Chatiments usitès en Russie… Leipsic, 10 gravures». Гравиров. в очерках и раскрашены; 4°. — Текст на французском и немецком языках: 1. Колодки; 2. Палки (солдатские); Кадеты и инвалиды гоняют солдат сквозь строй; 4. Палки y казаков; 5. Розги; секут девушку; 6. Батоги; 7. Плети; двое бьют человека, лежащего на земле, y которого руки растянуты и привязаны к жерди; 8. Кнут на козле (деревянная колода) 9. Вырезывание ноздрей; 10. Киргизские виселицы: жердь, перекинутая на двух верблюдах.
5. «Die K. russ. Reiterei… Leipzig. 1813»; 4°. С раскрашенными картинками.
6. Картинки в книгу: «Russische Völkerschaften von LA. Begh».
7. «Изображение мундиров Российского Императорского войска, состоящее из 88 лиц иллюминованных». — То же по-немецки и по-французски. СПб. 1793; 8°. Эти 88 листов гравированы очерком и раскрашены. На многих из них подпись: «Geissler sс.».

## Галерея
- Генерал-фельдмаршал Российской армии. 1793 год[5]
- Кристина Вильгельмина Августа Гейслер, жена художника. 1800 год
- В. А. Прендель, военный комендант Лейпцига. 1813 год